# Ragnar Bendt
Karl Ragnar Bendt, tidigare Olsson, född 29 september 1904 i Jukkasjärvi församling, Norrbottens län, död 2 mars 1981 i Mjölby församling, Östergötlands län, var en svensk politiker.

## Biografi
Ragnar Bendt föddes 1904 i Jukkasjärvi socken. Han avlade 1924 studentexamen och 1929 juris kandidatexamen. Bendt blev 1933 notarius publicus och kommunalborgmästare i Mjölby stad. Han var ordförande i byggnadsnämnden och valnämnden, sekreterare i Mjölby stadsfullmäktige, drätselkammaren och fattigvårdsstyrelsen, ledamot av hälsovårdsnämnden och ledamot i direktionen för Birgittas sjukhus i Vadstena. Bendt avled 1981 i Mjölby församling.

### Familj
Bendt gifte sig 1933 med Ruth Harriet Lindholm.